# 薩帕拉縣

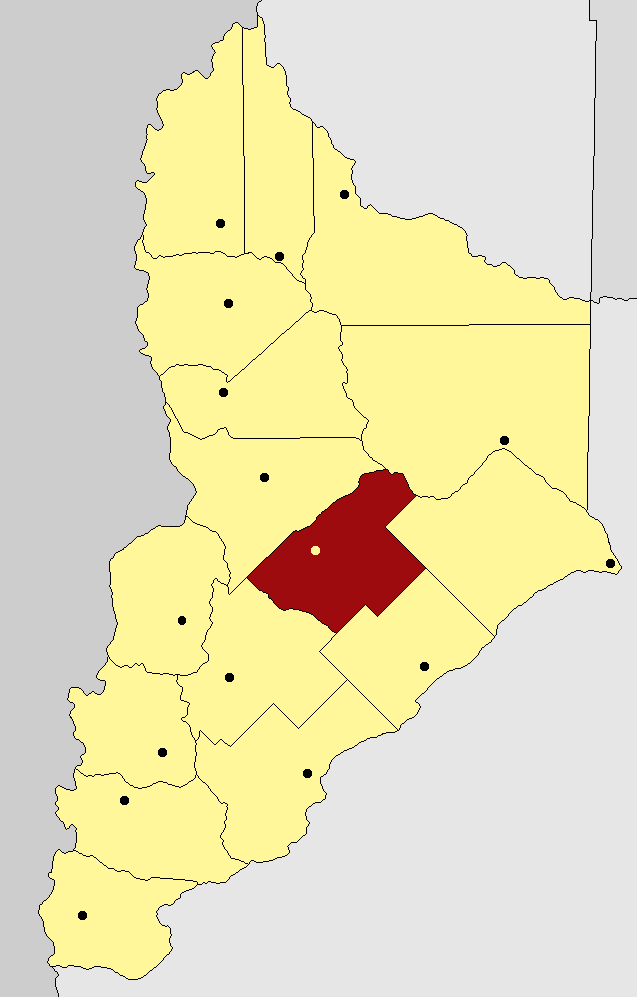

薩帕拉縣（西班牙語：Departamento Zapala），是阿根廷的縣份，位於該國西部內烏肯省，首府設於薩帕拉，北面是阿涅洛縣，面積5,200平方公里，2010年人口36,549，人口密度每平方公里7.0人。
38°54′10″S 70°03′53″W / 38.90278°S 70.06472°W